# (241090) Nemet
(241090) Nemet est un astéroïde de la ceinture principale.

## Description
(241090) Nemet est un astéroïde de la ceinture principale. Il fut découvert le 23 octobre 2006 à Mauna Kea par David D. Balam. Il présente une orbite caractérisée par un demi-grand axe de 3,05 UA, une excentricité de 0,18 et une inclinaison de 12,2° par rapport à l'écliptique.

## Compléments